# 松尾純 (地方公務員)
松尾 純（まつお じゅん、1941年 〈昭和16年〉5月25日 - ）は、日本の地方公務員 (技術公務員)。大阪府建築都市部長、大阪府住宅供給公社理事長を歴任。瑞宝小綬章受章。

## 人物・経歴
1966年3月 大阪大学工学部卒業。同年4月 大阪府庁入職、1974年4月 生活環境部公害室特殊公害課主査、1983年5月 企画部企画室主幹、1987年5月 同室参事、1990年 (平成2年) 4月 同室総括参事、1991年5月 建築部建築指導課長、1993年4月 同部副理事兼住宅政策課長、1994年4月 同部副理事（まちづくり担当）、1995年5月 同部技監、1998年4月 立成良三の後任として建築都市部長、2000年4月 大阪府退職。
退職後、大阪府住宅供給公社理事長。地価下落や住宅需要の低迷期に着任し、高齢化に対応したバリアフリー、手すり設置などによるリフォームなどに取り組んだ。

## 栄典
2012年4月 春の叙勲で瑞宝小綬章を受章